# Karen Taft
Karen Taft (Copenhague, 25 de abril de 1905-Madrid, 26 de julio de 1997), Karen Marie Jenssen, fue una bailarina, coreógrafa y profesora de ballet danesa, que llegó a Madrid en 1943 durante la Segunda Guerra Mundial. Con una formación de ballet clásico adquirida durante años de estudio en Copenhague, París y Nueva York abrió en Madrid una academia de danza en 1949 que fue durante décadas un foco de la tradición más depurada de la danza clásica. En su estudio se formaron muchas de las figuras de la danza española de la segunda mitad del siglo veinte.

## Biografía
Karen Marie Jenssen nació en Copenhague en una familia acomodada. Empezó a estudiar danza en su ciudad natal y amplió sus estudios a comienzos de los años 20 en París, donde alternó cursos en la Sorbona con clases de ballet en los estudios Wacker con las maestras rusas Olga Preobrajenska y Liubov Yegórova. Inició su carrera profesional en 1925 trasladándose a Nueva York como solista de la compañía de Michel Fokine con la que permaneció hasta 1927. Desde esa fecha hasta 1930 formó parte del ballet del Teatro Roxy neoyorkino dirigido por Léonide Massine. Regresó a Europa y se unió a diversas compañías alemanas, francesas e inglesas sin dejar de entrenar allí donde actuaban con los mejores profesores del momento. Así volvió a entrenar en París con Preobrajenska y Yegórova o en Londres con Tamara Karsavina y Anton Dolin. En 1939 al estallar la Segunda Guerra Mundial creó en Copenhague una pequeña compañía propia con la que hizo giras por Suecia, Noruega, Holanda y Alemania. En 1943, después de disolver su compañía, viajó por primera vez a España, donde se instaló en Madrid definitivamente en 1949. Ese año empezó a dar clases en un viejo gimnasio de la calle Fuencarral antes de abrir su propia escuela de danza en la calle Menorca 28. Entre sus primeros alumnos se puede citar a Alberto Lorca, Marianela de Montijo, Alberto Portillo.
En 1951 Karen Taft se trasladó a un caserón de la calle de la Libertad que adecuado y modernizado se convirtió en uno de los centros emblemáticos de la danza madrileña, atrayendo a profesionales y aficionados tanto del ballet clásico como del baile español, y a numerosos actores de teatro y cine. Como coreógrafa Karen Taft demostró su maestría en espectáculos profesionales como la revista Te espero en el Eslava, estrenada en 1957 bajo la dirección de Luis Escobar en el renovado Teatro Eslava con Nati Mistral de estrella. En este espectáculo, en el que participaron numerosas alumnas de Karen Taft, entre ellas María Luisa Merlo, y en el que le siguió en 1958 Ven y ven al Eslava, también dirigido por Escobar, se introducían elementos coreográficos del musical americano en la Revista tradicional que supusieron un soplo de aire fresco en un género agotado.
Las relaciones de Karen Taft con el mundo internacional de la danza propiciaron cursos magistrales en su estudio de profesores del calibre del danés Birger Bartholin, en el curso 1954/55, o de la primera bailarina de la Ópera de París Nina Vyroubova en septiembre de 1961. También la danza española contó en el estudio de Karen Taft, gracias a su interés por el flamenco y el clásico español, con profesoras como Regla Ortega o Rosario, la pareja del bailarín Antonio, Mariemma o María Esparza. La danza moderna de Martha Graham o José Limón entró en los estudios de Karen Taft mediados los años 60 de la mano del bailarín y luego coreógrafo y maestro de actores Arnold Taraborrelli.

## Premios y reconocimientos
En el Día Internacional de la Danza, el 29 de abril de 1992, en una gala celebrada en el Teatro Albéniz de Madrid, Karen Taft recibió el homenaje de las gentes de la danza junto a la pareja legendaria de bailarines formada por Rosario y Antonio.